# Thyrsites atun
Thyrsites atun és una espècie de peix pertanyent a la família dels gempílids i l'única del gènere Thyrsites.

## Descripció
- Pot arribar a fer 200 cm de llargària màxima (normalment, en fa 75) i 6.000 g de pes.
- Cos allargat, força comprimit i de color blau fosc (una mica més pàl·lid a la zona ventral).
- 19-21 espines i 11-13 radis tous a l'aleta dorsal i 1 espina i 10-12 radis tous a l'anal.
- 35 vèrtebres.
- Té una única línia lateral, la qual corre a prop del contorn superior del cos per sota de la major part de la primera aleta dorsal.
- La membrana de la primera aleta dorsal és negra.[6][7][8]

## Reproducció
La fecundació és externa.

## Alimentació
Menja crustacis pelàgics (Euphausia, Nyctiphanes), cefalòpodes i peixos (com ara, aladrocs i sardines).
És depredat per la rajada blanca (Raja alba), la clavellada (Raja clavata), Raja wallacei, Merluccis capensis (Namíbia), Merluccius paradoxus (Namíbia), l'emperador (Xiphias gladius) (Xile), l'ós marí afroaustralià (Arctocephalus pusillus pusillus) (Sud-àfrica), Arctocephalus forsteri (Nova Zelanda), la tintorera (Prionace glauca) (Nova Zelanda), el caçó (Galeorhinus galeus) (Austràlia), Mustelus antarcticus (Austràlia) i Nototodarus gouldi (Austràlia).

## Hàbitat
És un peix d'aigua marina i salabrosa, oceanòdrom, de clima subtropical (13 °C-18 °C) i bentopelàgic que viu a 0-550 m de fondària (normalment, entre 100 i 500) en les plataformes continentals o al voltant de les illes i entre les latituds 21°S-56°S i 75°W-177°E.

## Distribució geogràfica
Es troba a l'Atlàntic sud-occidental (l'Uruguai, l'Argentina i la Terra del Foc), l'Atlàntic oriental (Tristan da Cunha i Sud-àfrica), l'Índic occidental (Sud-àfrica i les illes Amsterdam i de Sant Pau), l'Índic oriental (Tasmània i la costa meridional d'Austràlia), el Pacífic sud-occidental (Nova Zelanda i la costa meridional d'Austràlia) i el Pacífic sud-oriental (el sud del Perú, Xile i la Terra del Foc).

## Ús comercial
Es comercialitza fresc, fumat, en conserva o congelat per a ésser fregit, rostit o enfornat al forn microones o el forn convencional. Al Japó és l'ingredient essencial d'alguns plats.

## Observacions
És inofensiu per als humans i la seua esperança de vida és de 10 anys.